# Paolo Moreno
Paolo Moreno (Udine, 30 ottobre 1934 – Roma, 5 marzo 2021) è stato un archeologo italiano.

## Biografia
Paolo Moreno intraprese gli studi classici al Liceo Ginnasio Jacopo Stellini della sua città natale, continuandoli all'Università di Bari dove conseguì la laurea in Lettere nel 1958.
Il successivo percorso formativo lo vide nel 1961 ad Atene, allievo di Doro Levi presso la Scuola archeologica italiana di Atene, e a Roma presso la Scuola Nazionale di Archeologia, dove ottenne il diploma di perfezionamento nel 1964, allievo di Giovanni Becatti e Ranuccio Bianchi Bandinelli.
Insegnò all'Università di Bari, dove fu Direttore dell'Istituto di Archeologia, e alla Sapienza di Roma. Dal 1992 fu titolare della cattedra di Archeologia e storia dell'arte greca e romana alla Facoltà di Lettere e Filosofia dell'Università Roma Tre, fino al pensionamento nel 2008.
Fu redattore dell'Enciclopedia dell'arte antica classica e orientale, Roma (Istituto dell'Enciclopedia Italiana), e partecipò ad analoghe iniziative internazionali: Lexicon Iconographicum Mythologiae Classicae, Zurigo, Düsseldorf (Artemis Verlag); The Dictionary of Art, Londra, New York (Macmillan); Künstlerlexikon der Antike, Monaco (Klaus Gerhard Saur). Diffuse le sue scoperte su celebri monumenti di arte antica attraverso articoli in riviste specializzate, relazioni a congressi, conferenze pubbliche, incontri nelle scuole, interviste per i media e scritti su periodici divulgativi.
Frequenti i contatti culturali con la Grecia: Moreno presentò a Rodi la nuova ricostruzione del Colosso di Rodi, tenne conferenze a Salonicco e ad Atene, promosse la collocazione sull'acropoli Cadmea delle copie moderne dei Bronzi di Riace da lui ravvisati come due dei Sette eroi della spedizione contro Tebe; ricevette da Sicione riconoscimenti per gli studi su Lisippo nativo della città.
Divenne noto per i risultati dell'assiduo impegno nell'interpretare gli originali dell'arte greca, quali i grandi bronzi venuti dal mare e le pitture scoperte in Macedonia, in relazione alle copie di età romana, per assegnarli ai maestri che conosciamo dalle iscrizioni e dalla tradizione letteraria.
Le sue identificazioni e attribuzioni suscitarono interesse oltre la cerchia degli specialisti: Fidia e Prassitele il Vecchio quali autori del gruppo colossale in bronzo di cui sono copia i Dioscuri del Quirinale; Tideo e Anfiarao dalle acque di Riace, forgiati da Agelada di Argo e da Alcamene di Lemno, autori anche delle sculture del tempio di Zeus a Olimpia; l'identificazione del Giovane di Mozia col dio punico Melqart per le tracce del rivestimento bronzeo; il Satiro danzante di Mazara del Vallo assegnato a Prassitele; l'Atleta del Getty Museum come bronzo di Lisippo, insieme all'Eracle da Sulmona e al Pugilatore delle terme; la battaglia di Gaugamela restituita ad Apelle attraverso il mosaico pompeiano; l'Afrodite cantata da Apollonio Rodio rivelata nella Vittoria alata di Brescia; la testa originale dell'Eros di Alcamene a Tespie montata in età tardo antica sul corpo ellenistico dello Spinario; Lucio Emilio Paolo in uno dei reperti subacquei di Brindisi; la denominazione di Cleopatra Capitolina per la presunta Venere dell'Esquilino; Cesarione, figlio di Cleopatra e di Giulio Cesare, rintracciato a Creta nell'originale in bronzo, grazie alle repliche rinvenute a Roma; la testa in avorio da Anguillara quale ritratto in apoteosi di Antonia Minore; il secondo, colossale Ercole Farnese riscoperto nella Reggia di Caserta.
Per il nuovo corso impresso alla storia dell'arte antica e per la qualità della prosa divulgativa gli fu assegnato il Premio Tarquinia Cardarelli, Archeologia 2004, nel giorno del settantesimo genetliaco.
Paolo Moreno è morto a Roma il 5 marzo 2021..

## Opere
- Cleopatra Capitolina, Messina 2009 (Editinera) ISBN 978-88-8393-103-1
- La bellezza classica, Guida al piacere dell'antico, Torino 2008, seconda edizione (Umberto Allemandi & C.) ISBN 88-422-1015-3
- La scultura greca, in Lezioni di storia dell'arte, I, Milano 2005, seconda edizione (Skira, FAI), p. 40-93 ISBN 88-8118-974-7
- Alessandro Magno, Immagini come storia, Roma 2004 (Libreria dello Stato, Istituto Poligrafico e Zecca dello Stato) ISBN 88-240-1301-5
- I marmi antichi della Galleria Borghese, La collezione archeologica di Camillo e Francesco Borghese, Guida catalogo, collaborazione con Antonietta Viacava, Roma 2003 (De Luca Editori d'Arte) ISBN 88-8016-450-3
- I Bronzi di Riace, Il Maestro di Olimpia e i Sette a Tebe, Milano 2002, seconda edizione (Electa);  Les Bronzes de Riace, Le Maître d'Olympie et les Sept à Thèbes, traduit par Françoise Liffran, Paris 1999 (Gallimard) ISBN 88-435-6307-6, francese  ISBN 2-07-011631-X  francese
- Il genio differente, Alla scoperta della maniera antica, Milano 2002 (Electa) ISBN 88-435-7422-1
- The Sculptor Georgios Kastriotis, 1899-1969, collaborazione con Mary G. Kastriotou, Atene 2002 (Kapon Editions) ISBN 960-7037-17-0
- Apelle, La Battaglia di Alessandro, Milano 2000 (Skira) ISBN 88-8118-811-2; Apelles, The Alexander Mosaic, translation by David Stanton, Milano 2001 (Skira) ISBN 88-8118-911-9; Apelle, La Bataille d'Alexandre, traduit par Béatrice Arnal, Milano 2001 (Skira, Diffusion Seuil) ISBN 88-8118-864-3
- Sabato in museo, Letture di arte ellenistica e romana, Milano 1999 (Electa) ISBN 88-435-6727-6
- Civiltà elleniche e italiche, L'arte imperiale di Roma, Tardo antico e arte cristiana, in Arte, Storia universale, a cura di Giorgio Taborelli, Milano 1997 (Leonardo Arte), p. 52-127 ISBN 9-788878-136380
- Lisippo, L'arte e la fortuna, Roma, Palazzo delle Esposizioni, 1995, progetto di P. Moreno, Milano 1995 (Fabbri Editori, RCS Libri & Grandi Opere Spa) ISBN 88-450-5738-0
- Scultura ellenistica, I-II, Roma 1994, (Libreria dello Stato, Istituto Poligrafico e Zecca dello Stato) ISBN 88-240-0322-2
- Pittura greca, Da Polignoto ad Apelle, Milano 1987 (Arnoldo Mondadori) ISBN 88-04-30249-6;  Pintura griega, De Polignoto a Apeles, Madrid 1988 (Mondadori España)  00100 ISBN 9-788439-712343
- Vita e arte di Lisippo, Milano 1987 (Il Saggiatore)  0029046-0
- Testimonianze per la teoria artistica di Lisippo, Treviso 1973 (Canova)  9433